# Paul Verlaine
Paul-Marie Verlaine (født 30. marts 1844 i Metz, Frankrig, død 8. januar 1896 i Paris, Frankrig) var en fransk digter.